# Werner Bösebeck
Werner Bösebeck ist ein ehemaliger deutscher Tischtennisspieler. Bei der Deutschen Meisterschaft 1948 gewann er Bronze im Doppel. 

## Werdegang
Werner Bösebeck spielte vor dem Zweiten Weltkrieg beim Verein FC Schwelm. In den 1950er Jahren war er bei ESG Karlsruhe aktiv.
Er war zweifacher Meister der amerikanischen Zone. 1946/47 wurde er nordbadischer Meister, 1948 gewann er zusammen mit Eugen Tyroller bei der Deutschen Meisterschaft 1948 Bronze im Doppel.
Auch übernahm er Funktionärsaufgaben. So wurde er 1948 Mitglied des Schiedsgerichtes für den Kreis Karlsruhe.